# Jorge Solari
Jorge Solari est un footballeur argentin devenu entraîneur, né le 11 novembre 1941 à Buenos Aires.

## Biographie

### Carrière de joueur
Surnommé El Indio, Jorge Solari commence sa carrière aux Newell's Old Boys en 1960. Il porte ensuite les couleurs de Vélez Sarsfield, River Plate, Estudiantes et achève sa carrière dans le club mexicain de Torreón. 
Avec l'Argentine, il participe à la Coupe du monde 1966 organisée en Angleterre. 

### Parcours d'entraîneur
Jorge Solari fait ses premiers pas d'entraîneur en 1973 avec Rosario. Au cours de sa longue carrière, il devient champion de Colombie avec l'Atlético Junior en 1977, puis champion d'Argentine avec Independiente en 1989. En 1994, il dirige l'Arabie saoudite qu'il mène en huitième de finale de la Coupe du monde. 
En 1978, il est un des membres fondateurs du Club Renato Cesarini en compagnie de son frère Eduardo Solari. 

## Vie privée
Il est le beau-père de Fernando Redondo et le grand-père de Federico Redondo.
Son frère Eduardo Solari était également footballeur. Eduardo Solari est le père de Santiago, Esteban et David (tous trois footballeurs), et du top-model Liz Solari.

## Palmarès
- Champion de Colombie en 1977
- Champion d'Argentine en 1989